# Black Lives Matter Plaza

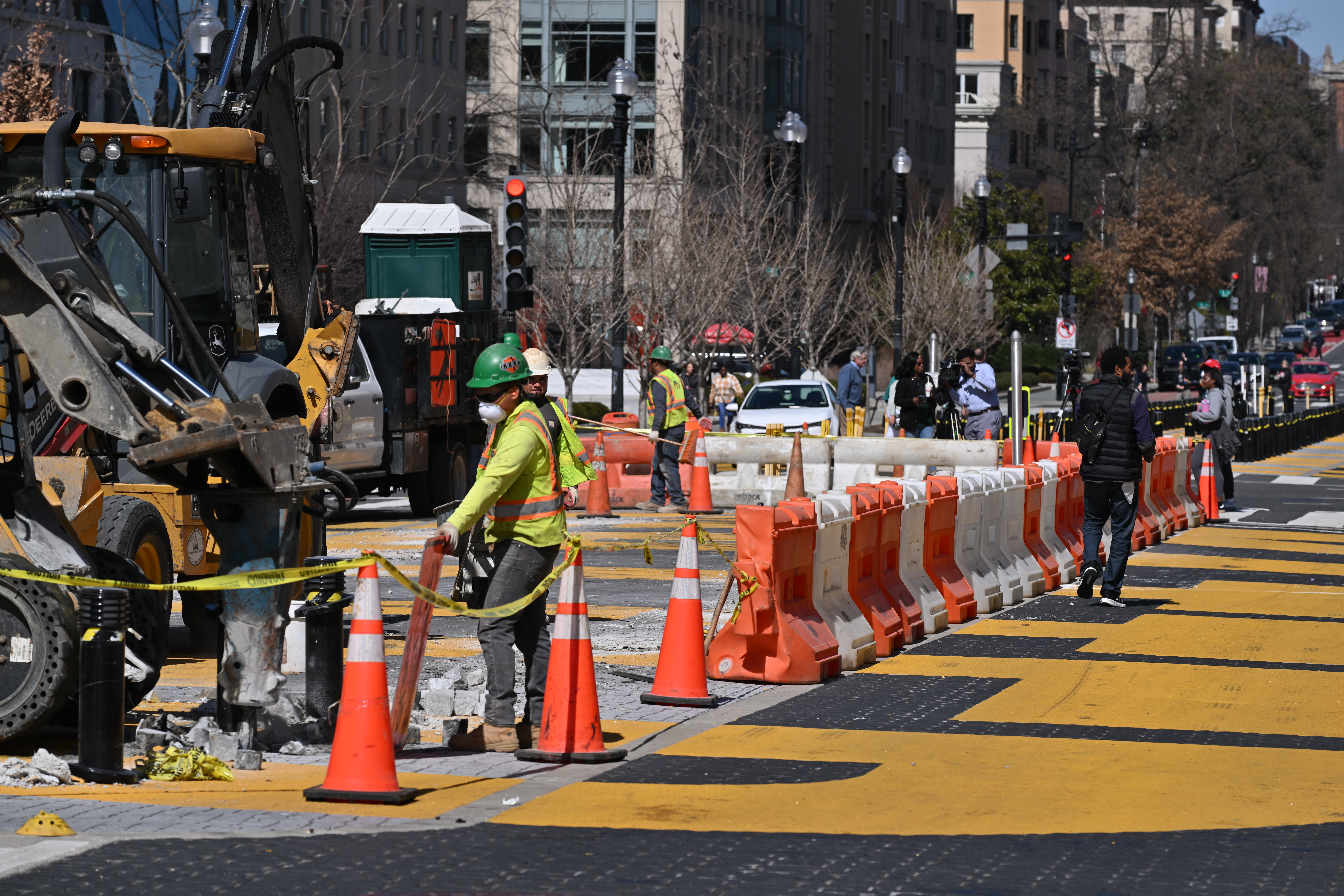
Återställning av gatubeläggningen den 10 mars 2025

Black Lives Matter Plaza Northwest var en två kvarter lång gågata, som var en del av 16:e gatan i Washington D.C. NW i USA. Gågatan döptes av borgmästaren Muriel Bowser den 5 juni 2020.
Washingtons gatukontor målade den 5 juni 2020 orden "Black Lives Matter"  med elva meter höga gula versaler på 16:e gatan tillsammans med  en Washington-flagga norr om Lafayette Square, mot President's Park och nära Vita huset. Detta skedde under en period av protester i samband med George Floyds dödsfall vid ett polisingripande. Samma dag meddelade borgmästaren att delar av gatan utanför Vita huset officiellt hade döpts om till Black Lives Matter Plaza och försetts med en ny gatuskylt.
Sommaren 2021 övermålades de gula bokstäverna tillfälligt. I oktober 2021 blev gatan en permanent installation med liknande gula bokstäver. Till skillnad från den ursprungliga målningen, som fanns för det var trafik, har den nya gågatan två separata fordonsfiler, vilka åtskiljs av ett bilfritt område. 

## Aktivistprotest
Aktivistgruppen Black Lives Matter DC kritiserade omdöpningen för att vara en distraktion från verkliga politiska utmaningar. Den 6 juni målade aktivister på platsen orden "Defund the Police" ("sluta betala medel till polisen") med motsvarande gula bokstäver.

## Stämning av religiösa grupper
En grupp bestående av religiösa organisationer stämde i juni 2020 borgmästaren Muriel Bowser för namnbytet. Därvid hävdades att Black Lives Matter var en religiös organisation såsom en kult för sekulär humanism, och därmed Bowser omdöpning av gatan   var ett brott mot den amerikanska lagstiftningen om åtskillnad mellan kyrka och stat. Ärendet avfördes av en federal distriktsdomare i augusti 2020.

## Stämning av Judicial Watch
Den konservativa aktivistgruppen Judicial Watch argumenterade för att målningen medförde att gågatan blivit ett så kallat "publikt forum", med rätt att där uttrycka åsikter och begärde att få måla sin slogan "Because No One Is Above the Law!" i motsvarande storlek på en annan stadsgata. När inte staden besvarade denna begäran, stämde gruppen borgmästare Muriel Bowser och stadens gatuförvaltning. Stämningen avsåg ett påstått brott mot konstitutionens första tillägg. Den avfärdades av en federal distriktsdomare i februari 2022.

## Återställning av gågatan
I mars 2025 lade den republikanske kongressledamoten Andrew Clyde från Georgia fram ett lagförslag om att dra in federalt finansiellt stöt till staden, om denna inte döpte om gågatan till Liberty Plaza samt avlägsnade målningen. Som ett svar på detta meddelade borgmästaren Muriel Bowser att staden skulle avlägsna bokstäverna på gatubeläggningen med anledning av hoten från både presidenten Donald Trump och Kongressens republikanska majoritet.
| ”                          | We have long considered Black Lives Matter Plaza's evolution and the plaza will be part of DC's America 250 mural project, where we will invite students and artists to create new murals across all eight wards. The mural inspired millions of people and helped our city through a painful period, but now we can’t afford to be distracted by meaningless congressional interference. The devastating impacts of the federal job cuts must be our number one concern. | „ |
| – Muriel Bowser, mars 2025 | |   |

En återställning av gatubeläggningen påbörjades den 10 mars 2025.

## Bildgalleri

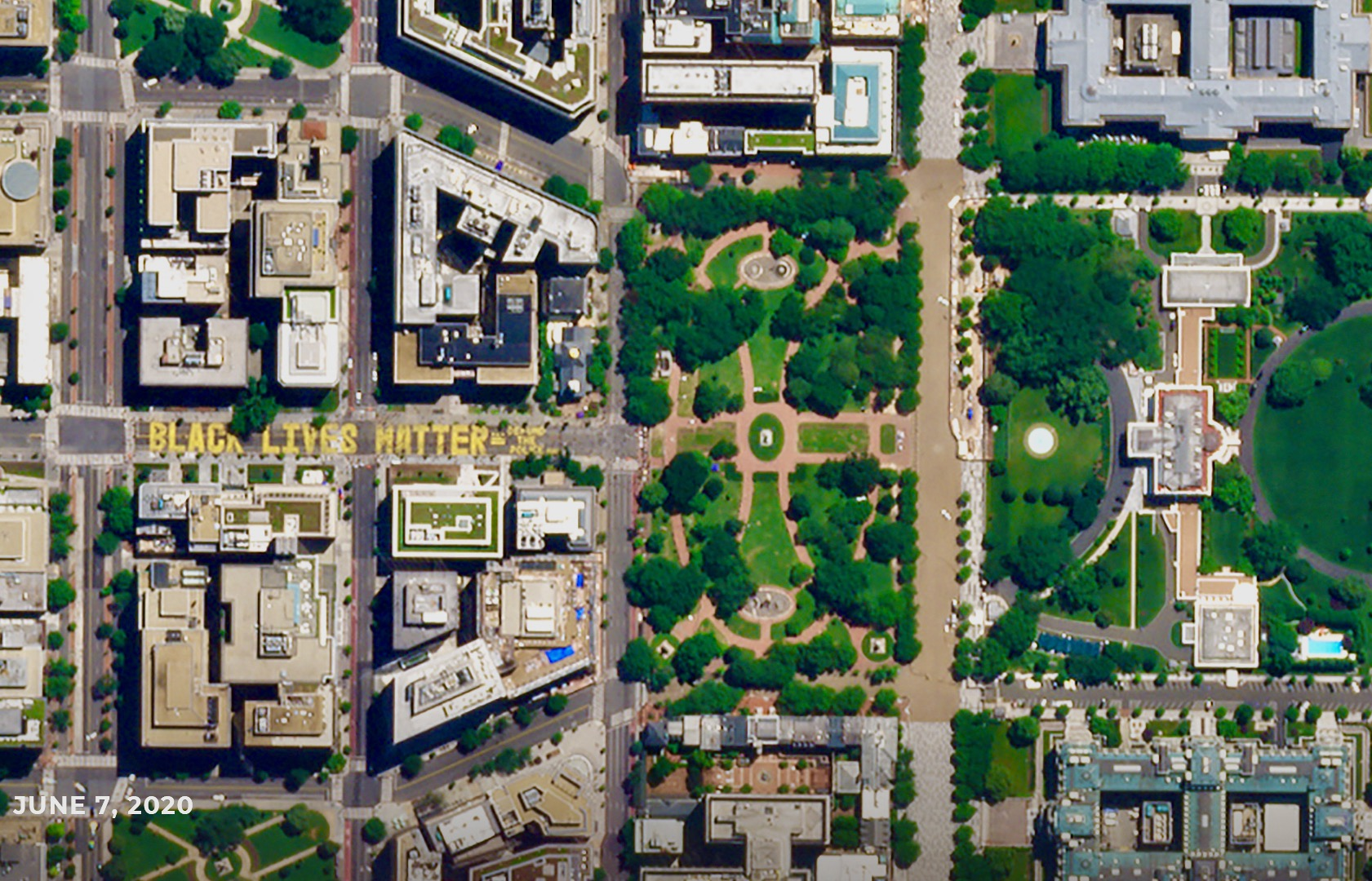
Black Lives Matter Plaza sedd från rymden den 8 juni 2020
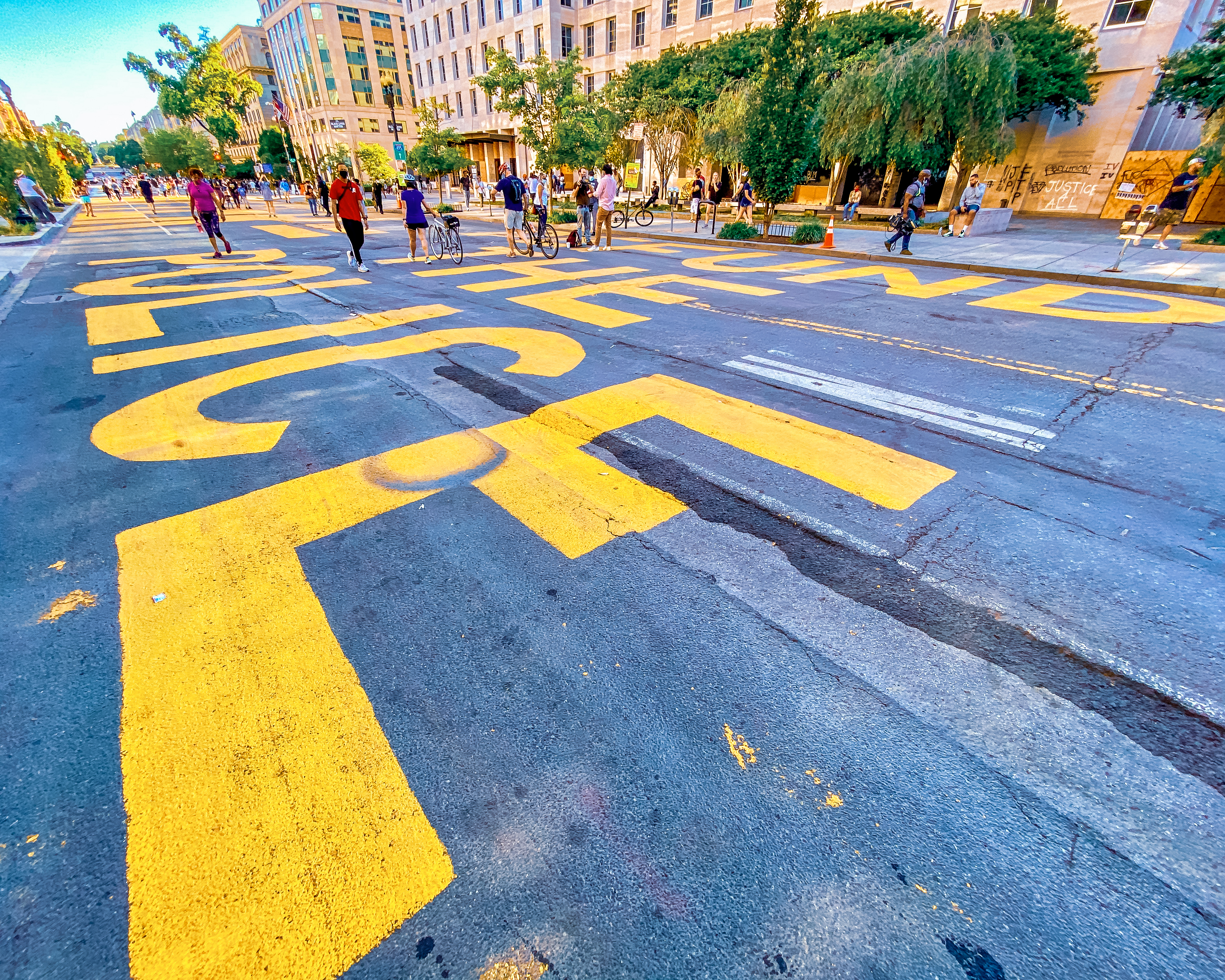
"Defund the police"- tillägget